# WTA фінал 2015, одиночний розряд
Змагання в одиночному розряді тенісного турніру WTA фінал 2015 проходили в рамках Туру WTA 2015.
Серена Вільямс була чинною чемпіонкою, але цього разу не кваліфікувалася.
Агнешка Радванська виграла титул, у фіналі перемігши Петру Квітову з рахунком 6-2, 3-6, 6-3.

## Сіяні гравчині
| 1. Сімона Халеп (коловий турнір) 2. Гарбінє Мугуруса (півфінал) 3. Марія Шарапова (півфінал) 4. Петра Квітова (фінал) | 1. Агнешка Радванська (переможниця) 2. Анджелік Кербер (коловий турнір) 3. Флавія Пеннетта (коловий турнір) 4. Луціє Шафарова (коловий турнір) |

### Запасні
| 1. Вінус Вільямс (не грала) | 1. Карла Суарес Наварро (не грала) |

## Основна сітка

### Легенда
| - Q = Кваліфаєр - WC = Вайлд-кард - LL = Щасливий лузер | - Alt = Заміна - SE = Виняток - PR = Захищений рейтинг | - w/o = Без гри - r = Зняття - d = Присуджено перемогу |

### Фінальна частина
|  | Півфінали | Півфінали          | Півфінали          | Півфінали | Півфінали |   |                  | Фінал | Фінал | Фінал | Фінал | Фінал |
|  |           |                    |                    |           |           |   |                  |       |       |       |       |       |
|  | 3         | Марія Шарапова     | 3                  | 63        |           |   |                  |       |       |       |       |       |
|  | 4         | Петра Квітова      | 6                  | 7         |           |   |                  |       |       |       |       |       |
|  | 4         | Петра Квітова      | 6                  | 7         |           | 4 | Петра Квітова    | 2     | 6     | 3     |       |       |
|  |           |                    |                    |           |           | 4 | Петра Квітова    | 2     | 6     | 3     |       |       |
|  |           | 5                  | Агнешка Радванська | 6         | 4         | 6 |                  |       |       |       |       |       |
|  | 2         | 5                  | Агнешка Радванська | 6         | 4         | 6 | Гарбінє Мугуруса | 7     | 3     | 5     |       |       |
|  | 2         |                    |                    |           |           |   | Гарбінє Мугуруса | 7     | 3     | 5     |       |       |
|  | 5         | Агнешка Радванська | 65                 | 6         | 7         |   |                  |       |       |       |       |       |

### Рожева група
|   |                    | С Халеп   | М Шарапова    | А Радванська  | Ф Пеннетта | Матчів В-П | Сетів В-П   | Геймів В-П    | Положення |
| 1 | Сімона Халеп       |           | 4-6, 4-6      | 65-7, 1-6     | 6-0, 6-3   | 1-2        | 2-4 (33.3%) | 27–28 (49.1%) | 3         |
| 3 | Марія Шарапова     | 6-4, 6-4  |               | 4-6, 6-3, 6-4 | 7-5, 6-1   | 3-0        | 6-1 (85.7%) | 41-27 (60.3%) | 1         |
| 5 | Агнешка Радванська | 7-65, 6-1 | 6-4, 3-6, 4-6 |               | 65-7, 4-6  | 1-2        | 3-4 (42.9%) | 36-36 (50%)   | 2         |
| 7 | Флавія Пеннетта    | 0-6, 3-6  | 5-7, 1-6      | 7-65, 6-4     |            | 1-2        | 2-4 (33.3%) | 22-35 (38.6%) | 4         |

За рівної кількості очок положення визначається: 1) Кількість перемог; 2) Кількість матчів; 3) Якщо двоє тенісисток після цього ділять місце, особисті зустрічі; 4) Якщо троє тенісисток після цього ділять місце, кількість виграних сетів, кількість виграних геймів; 5) Рішення організаційного комітету.

### Біла група
|   |                  | Г Мугуруса    | П Квітова     | А Кербер  | Л Шафарова | Матчів В-П | Сетів В-П   | Геймів В-П    | Положення |
| 2 | Гарбінє Мугуруса |               | 6–4, 4–6, 7–5 | 6–4, 6–4  | 6–3, 7–64  | 3-0        | 6-1 (85.7%) | 42-32 (56.8%) | 1         |
| 4 | Петра Квітова    | 4–6, 6–4, 5–7 |               | 2–6, 63–7 | 7–5, 7–5   | 1–2        | 3–4 (42.9%) | 37-40 (48.1%) | 2         |
| 6 | Анджелік Кербер  | 4–6, 4–6      | 6–2, 7–63     |           | 4–6, 3–6   | 1–2        | 2–4 (33.3%) | 28-32 (46.7%) | 4         |
| 8 | Луціє Шафарова   | 3–6, 64–7     | 5–7, 5–7      | 6–4, 6–3  |            | 1-2        | 2-4 (33.3%) | 31-34 (47.7%) | 3         |

За рівної кількості очок положення визначається: 1) Кількість перемог; 2) Кількість матчів; 3) Якщо двоє тенісисток після цього ділять місце, особисті зустрічі; 4) Якщо троє тенісисток після цього ділять місце, кількість виграних сетів, кількість виграних геймів; 5) Рішення організаційного комітету.